# Hillel Paley
Pour les articles homonymes, voir Paley (homonymie).
Hillel Paley est un rabbin israélien, chanteur et compositeur, dont les chansons sont aussi interprétées par d'autres, dont Mordechai Ben David.

## Biographie
Hillel Paley est le fils du rabbin Yehudah Paley, fondateur du magazine israélien Mishpacha (mort en septembre 2017, à l'âge de 75 ans). Hillel Paley a 2 frères, Eli Paley, éditeur du magazine Mishpacha et Yaakov Paley).

## Compositeur et interprète
Il interprètes ses propres compositions,,,, et elles sont aussi interprétées par d'autres dont Mordechai Ben David et Avi Miller.